# Santo Lapis
Santo Lapis (Bolonya, 1725 - 1764) fou un compositor italià del Classicisme.
Entre les seves composicions figuren, a més de 6 duets, 12 sonates per a clavicèmbal, 6 simfonies, etc., les òperes La generosità di Tiberio amb la col·laboració de Cordans i, La Fede in Cimento.